# Шемятенков, Владимир Георгиевич
Владимир Георгиевич Шемятенков (14 мая 1939 — 25 ноября 2020) — советский и российский дипломат. Чрезвычайный и полномочный посол (1988).

## Биография
Окончил Московский государственный институт международных отношений (МГИМО) МИД СССР в 1961 году и аспирантуру Института мировой экономики и международных отношений (ИМЭМО) АН СССР в 1968 году. Доктор экономических наук (1979).
В 1961—1965 годах — младший референт в Международном отделе ЦК КПСС.
В 1965—1968 годах — учёба в аспирантуре Института мировой экономики и международных отношений (ИМЭМО) АН СССР.
С октября 1968 по август 1970 года — старший референт издававшегося в Праге ежемесячного журнала «Проблемы мира и социализма».
В 1970—1973 годах — сотрудник Посольства СССР в Сомали.
В 1973—1989 годах — сотрудник ЦК КПСС.
С февраля 1989 по 2 марта 1991 года — постоянный представитель СССР при Европейских сообществах в Брюсселе.
В 1991—1992 годах — главный советник Управления оценок и планирования МИД СССР, Департамента международных организаций и глобальных проблем МИД России.
В 1993—2008 годах — главный научный сотрудник Института Европы РАН.

## Дипломатический ранг
- Чрезвычайный и полномочный посол (1988).